# Narycia ostracophanes
Narycia ostracophanes är en fjärilsart som beskrevs av Edward Meyrick 1938. Narycia ostracophanes ingår i släktet Narycia och familjen säckspinnare. Inga underarter finns listade i Catalogue of Life.